# Seznam predsednikov Francije
To je seznam predsednikov Francije. Za obdobje pred njim glej seznam francoskih kraljev.

## Seznam predsednikov Francije

### Druga republika
- Louis-Napoleon Bonaparte (20. december 1848 –2. december 1852) (se je oklical za cesarja leta 1852, vladal je do 1870, ko je bila obnovljena republika)

### Tretja republika
- - Louis Jules Trochu (4. september 1870–22. januar 1871) (predsednik vlade narodne obrambe)
- Adolphe Thiers (17. februar 1871–24. maj 1873) (Thiers je postal predsednik pred sprejetjem ustave iz leta 1875, zato se je njegova ustavna funkcija nekoliko razlikovala od njegovih naslednikov.)
- Patrice Mac-Mahon, duc de Magenta (24. maj 1873–30. januar 1879)
  - Jules Armand Dufaure (30. januar 1879) (začasni predsednik)
- Jules Grévy (30. januar 1879–2. december 1887)
  - Maurice Rouvier (2. december–3. december 1887) (začasni predsednik)
- Marie François Sadi Carnot (3. december 1887–25. junij 1894)
  - Charles Dupuy (25. junij–27. junij 1894) (prvič, začasni predsednik)
- Jean Casimir-Perier (27. junij 1894–16. januar 1895)
  - Charles Dupuy (16. januar–17. januar 1895) (drugič, začasni predsednik)
- Félix Faure (17. januar 1895–16. februar 1899)
  - Charles Dupuy (16. februar–18. februar 1899) (tretjič, začasni predsednik)
- Émile Loubet (18. februar 1899–18. februar 1906)
- Armand Fallières (18. februar 1906–18. februar 1913)
- Raymond Poincaré (18. februar 1913–18. februar 1920)
- Paul Deschanel (18. februar–21. september 1920)
  - Alexandre Millerand (21. september–23. september 1920) (začasni predsednik)
- Alexandre Millerand (23. september 1920–11. junij 1924)
  - Frédéric François-Marsal (11. junij–13. junij 1924) (začasni predsednik)
- Gaston Doumergue (13. junij 1924–13. junij 1931)
- Paul Doumer (13. junij 1931–7. maj 1932)
  - André Tardieu (7. maj–10. maj 1932) (začasni predsednik)
- Albert Lebrun (10. maj 1932–11. julij 1940)

### Višijska Francija
- Philippe Pétain (10. julij 1940–20. avgust 1944) (vodja države, ne predsednik)

### Svobodna Francija
- Charles de Gaulle (1940–1944) (vodja Svobodne Francije, ne predsednik)

### Predsedniki začasne vlade
- Charles de Gaulle (3. junij 1944–26. januar 1946)
- Félix Gouin (26. januar–24. junij 1946)
- Georges Bidault (24. junij–16. december 1946)
- Léon Blum (SFIO) (16. december 1946–26. januar 1947)

### Četrta republika
- Vincent Auriol (16. januar 1947–16. januar 1954)
- René Coty (16. januar 1954–8. januar 1959)

### Peta republika
- Charles de Gaulle (8. januar 1959–28. april 1969)
  - Alain Poher (28. april–20. junij 1969) (prvič, vršilec dolžnosti  predsednika, sicer predsednik senata)
- Georges Pompidou (20. junij 1969–3. april 1974)
  - Alain Poher (3. april–27. maj 1974) (drugič, vršilec dolžnosti predsednika, sicer predsednik senata)
- Valéry Giscard d'Estaing (27. maj 1974–21. maj 1981)
- François Mitterrand (21. maj 1981–17. maj 1995)
- Jacques Chirac (17. maj 1995–16. maj 2007)
- Nicolas Sarkozy (16. maj 2007–15. maj 2012)
- François Hollande (16. maj 2012–14. maj 2017)
- Emmanuel Macron (14. maj 2017–danes)

## Slike predsednikov francoske republike
- 1. 
Louis-Napoléon Bonaparte 
  1848–1852
- 2. 
Adolphe Thiers 
  1871–1873
- 3. 
Patrice de Mac-Mahon 
  1873–1879
- 4. 
Jules Grévy 
  1879–1887
- 5. 
Sadi Carnot 
 1887–1894
- 6. 
Jean Casimir-Perier 
 1894–1895
- 7. 
Félix Faure 
 1895–1899
- 8. 
Émile Loubet 
  1899–1906
- 9. 
Armand Fallières 
  1906–1913
- 10. 
Raymond Poincaré 
  1913–1920
- 11. 
Paul Deschanel 
  1920
- 13. 
Gaston Doumergue 
  1924–1931
- 18. 
Charles de Gaulle 
  1959–1969
- 19. 
Georges Pompidou 
  1969–1974
- 20. 
Valéry Giscard d’Estaing 
 1974–1981
- 22. 
Jacques Chirac 
  1995–2007
- 23. 
Nicolas Sarkozy 
 2007–2012
- 23. 
François Hollande 
 2012–2017
- 23. 
Emmanuel Macron 
 2017–danes